# David Halaifonua
Pas d'image ? Cliquez ici

a Compétitions nationales et continentales officielles uniquement.

b Matchs officiels uniquement.
Dernière mise à jour le 20 juillet 2023.
Tevita « David » Halaifonua, né le 5 juillet 1987 à Vavaʻu (Tonga), est un joueur de rugby à XV international tongien évoluant au poste d'ailier, d'arrière ou de centre. Il mesure 1,89 m pour 104 kg.

## Carrière

### En club
David Halaifonua a fait ses débuts à haut niveau en 2013 avec le club australien des Warringah en Shute Shield.
Pour la saison 2013-2014, il rejoint le Sri Lanka et le club du Kandy SC. Il évolue alors avec ses compatriotes tongiens Hale T-Pole et Paula Kaho.
En 2014, il signe un contrat avec le club français de Bergerac qui évolue en Fédérale 1.
Cependant, il ne dispute pas le moindre match et rejoint en milieu de saison le club anglais de Gloucester en Aviva Premiership avec qui il signe un contrat de deux ans. Il rejoint alors ses coéquipiers en équipe des Tonga Sione Kalamafoni, Aleki Lutui et Sila Puafisi.
En 2018, il rejoint le club de Coventry, tout juste promu en RFU Championship (deuxième division anglaise).
Après deux saisons avec Coventry, il rejoint les London Scottish en juillet 2020 dans le même championnat. Il est toutefois immédiatement prêté au club d'Ampthill dans le même championnat, après que les Scottish aient choisis de ne pas disputer la compétition à cause de la pandémie de Covid-19. Il inscrit deux essais en trois matchs avec Ampthill, avant de retourner jouer avec les London Scottish au début de la saison 2021-2022. Lors de cette saison, il est progressivement reconverti au poste de troisième ligne aile,. Il quitte le club à la fin de la saison.
Il rejoint ensuite le club allemand du SC 1880 Frankfurt, en 1. Bundesliga}. Il remporte le championnat national à la fin de cette première saison, inscrivant un essai lors de la finale.
En juillet 2023, il fait son retour en Angleterre, et s'engage avec le Hull RUFC (en) en National League 2 North (quatrième division).

### En équipe nationale
David Halaifonua obtient sa première cape internationale avec l'équipe des Tonga le 13 juin 2009 à l’occasion d’un match contre l'équipe des Fidji à Nuku'alofa.
Il joue également avec la sélection tongienne à sept lors des saisons 2011-2012 et 2012-2013 des Sevens Series.
Il fait partie du groupe tongien sélectionné pour participer à la Coupe du monde 2015 en Angleterre. Il dispute deux matchs contre la Namibie et l'Argentine.
En 2019, il est retenu dans le groupe tongien pour disputer la Coupe du monde au Japon. Il dispute quatre matchs dans cette compétition, contre l'Angleterre, l'Argentine, la France et les États-Unis.
En juin 2021, il fait son retour avec la sélection tongienne à sept lors du tournoi de qualification olympique de Monaco, et se voit nommé vice-capitaine de cette équipe.

## Palmarès

### En club
- Vainqueur du Championnat d'Allemagne en 2023 avec le SC 1880 Frankfurt.

### En équipe nationale
- 37 sélections avec les Tonga entre 2009 et 2019
- 30 points (4 essais, 2 pénalité, 2 transformations)
- Participations à la Coupe du monde en 2015 (2 matchs) et 2019 (4 matchs).